# 1320-talet

## Händelser
- 1322 - Erikskrönikan påbörjas (och färdigställs 1332).
- 1323 - Freden i Nöteborg undertecknas och en ungefärlig gräns dras mellan Sverige och Republiken Novgorod från Karelska näset till Brahestad.

## Födda
- 1321 – Valdemar Atterdag, kung av Danmark.

## Avlidna
- 1321 - Dante Alighieri, italiensk författare.
- 1326 - Mats Kettilmundsson, svensk rikshövitsman 1318-1319.
- 1327 - Johannes Eckhart, tysk filosof och teolog.